# La donna perduta (film 1940)
La donna perduta è un film del 1940 diretto da Domenico Maria Gambino.

## Trama
Un tranquillo paesino viene scosso dall'arrivo di Ninon ora celebre canzonettista. Il conte Alberto si innamora di lei e progetta una romantica fuga nonostante sia già fidanzato con Doretta. La fuga non riesce, i fidanzati si ricongiungono e Yvonne si rende conto dell'amore di Giovanni il suo cameriere.